# آگوستو مونترسو
آگوستو مونترسو (انگلیسی: Augusto Monterroso؛ ۲۱ دسامبر ۱۹۲۱ – ۷ فوریهٔ ۲۰۰۳) یک نویسنده، و پدیدآور اهل گواتمالا بود.